# Forshems kyrka

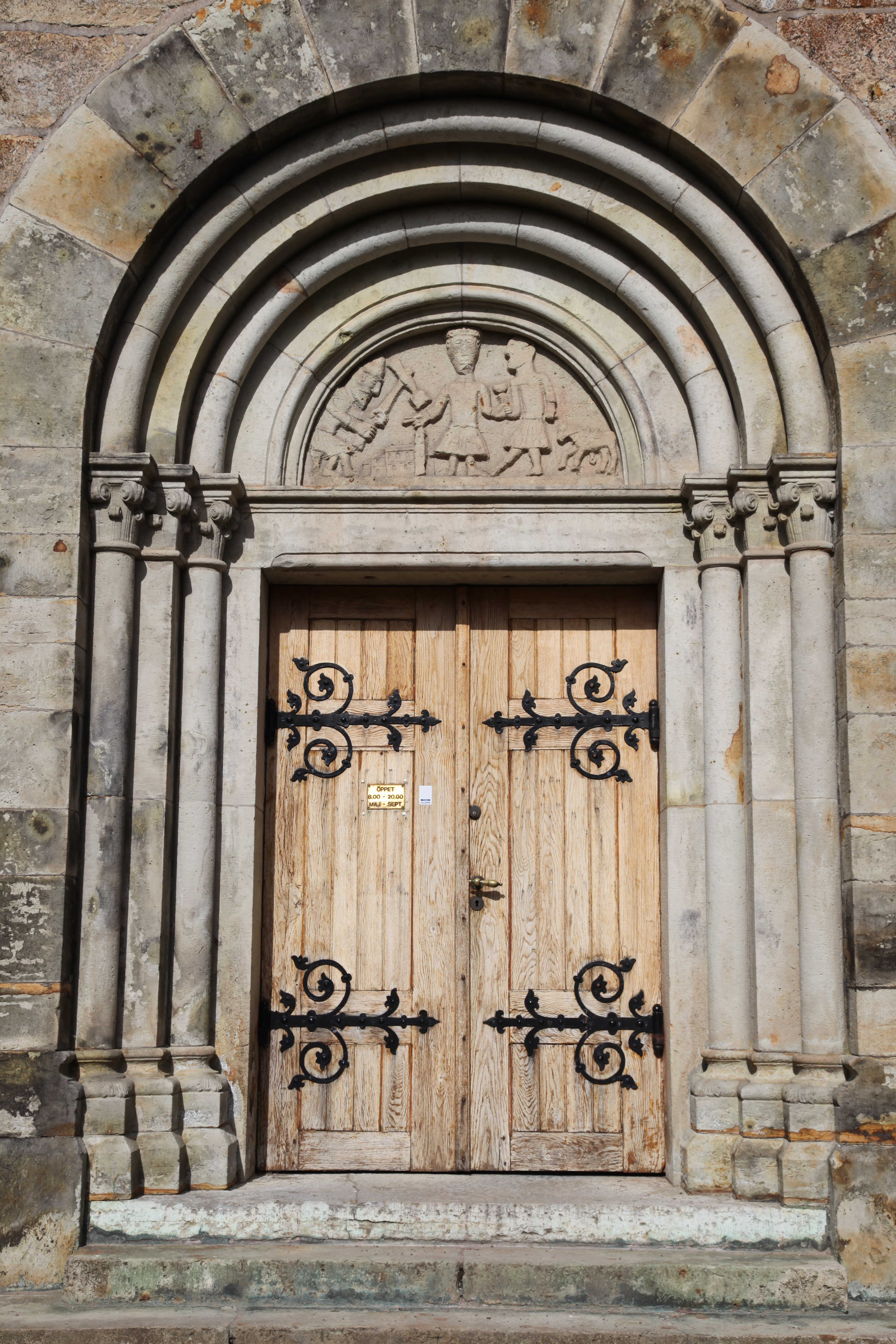
Sydportalen med romansk stenrelief.

Forshems kyrka är en kyrkobyggnad som sedan 2002 tillhör Kinnekulle församling (tidigare Forshems församling) i Skara stift. Kyrkan ligger i samhället Forshem i Götene kommun.

## Kyrkobyggnaden
Forshems kyrka är byggd av sandstenskvadrar och består av ett långhus med korsarmar i norr och söder och ett kor med rak östmur. I väster finns ett torn som även fungerar som vapenhus. Söder om koret finns en sakristia.
Den ursprunglig romanska kyrkan är dendrokronologiskt daterad till 1130-tal (remstycket i takstolens norra del). Den bestod av torn, långhus och kor samt förmodligen en absid. Det romanska tornet verkar ha varit äldre än övriga byggnadsdelar och kan därmed ha ingått i en äldre träkyrka. Den romanska takstolen är bevarad ovanför långhuset.
Under 1200-talet ersattes kyrkans ursprungliga kor med ett nytt i gotisk stil. Ett gravkor uppfördes 1663 vid korets sydsida, vilket byggdes med sandsten från den raserade Bolums kyrka. Redan på 1700-talet började koret användas som sakristia. År 1761 och 1762 uppfördes de breda korsarmarna på långhusets norra och södra sidor, vilket fördubblade kyrkans golvyta och gjorde den till en så kallad korskyrka. Nuvarande kyrktorn ersatte 1891 det äldre tornet som hotade att falla sönder. Det revs på grund av rasrisken och en kopia uppfördes.
Mindre genomgripande restaureringar genomfördes 1912 och 1929. Korgolvet höjdes, altaret fick en ny stenskiva, triumfkrucifixet sattes åter upp, bänkinredningen byttes ut och tak- och väggmålningarna restaurerades.
Forshems kyrka är så vitt man vet Skandinaviens enda kyrka som är vigd till Den heliga graven i Jerusalem. Att så är fallet står angivet i en inskription på kanten till tympanonet ovanför sydportalen.  Ett par malteserkors uppsatta på sydportalen och över västra dörrposten antyder att korsfarare och malteserriddare kan ha varit delaktiga i kyrkans tidiga utsmyckning. Dock talar kyrkans rektangulära planform mot detta, i så fall hade en rundkyrka varit mer naturlig, då sådana har en planform som anknyter till Heliga gravens kyrka.

## Stenreliefer

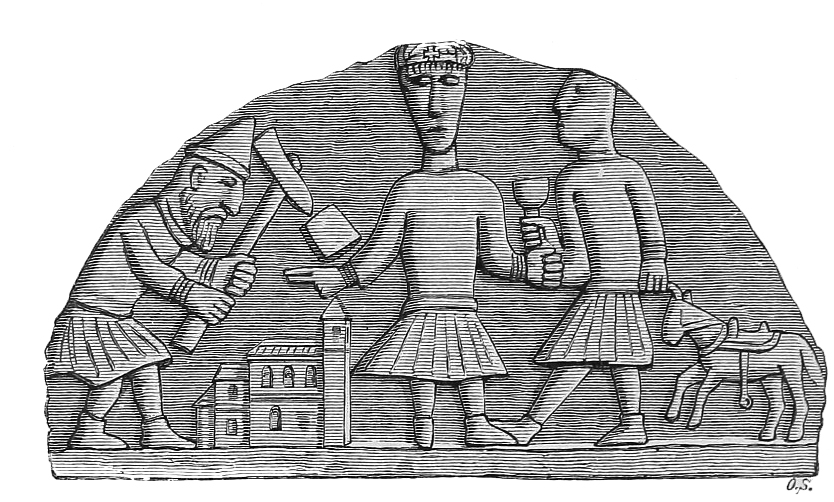
Tympanon

I kyrkan finns en omfattande  utsmyckning av  stenreliefer, totalt sju finns bevarade. Två tympanon i varsin portal och fem fyrkantiga reliefer i sekundära placeringar. Tre av dessa föreställer motiv från passionshistorien och två föreställer helgon som  har flankerat  en öppning. Alla är huggna av samme stenmästare, en konstnär som även utsmyckat Skara domkyrka. De är huggna i sandsten från Kinnekulle.

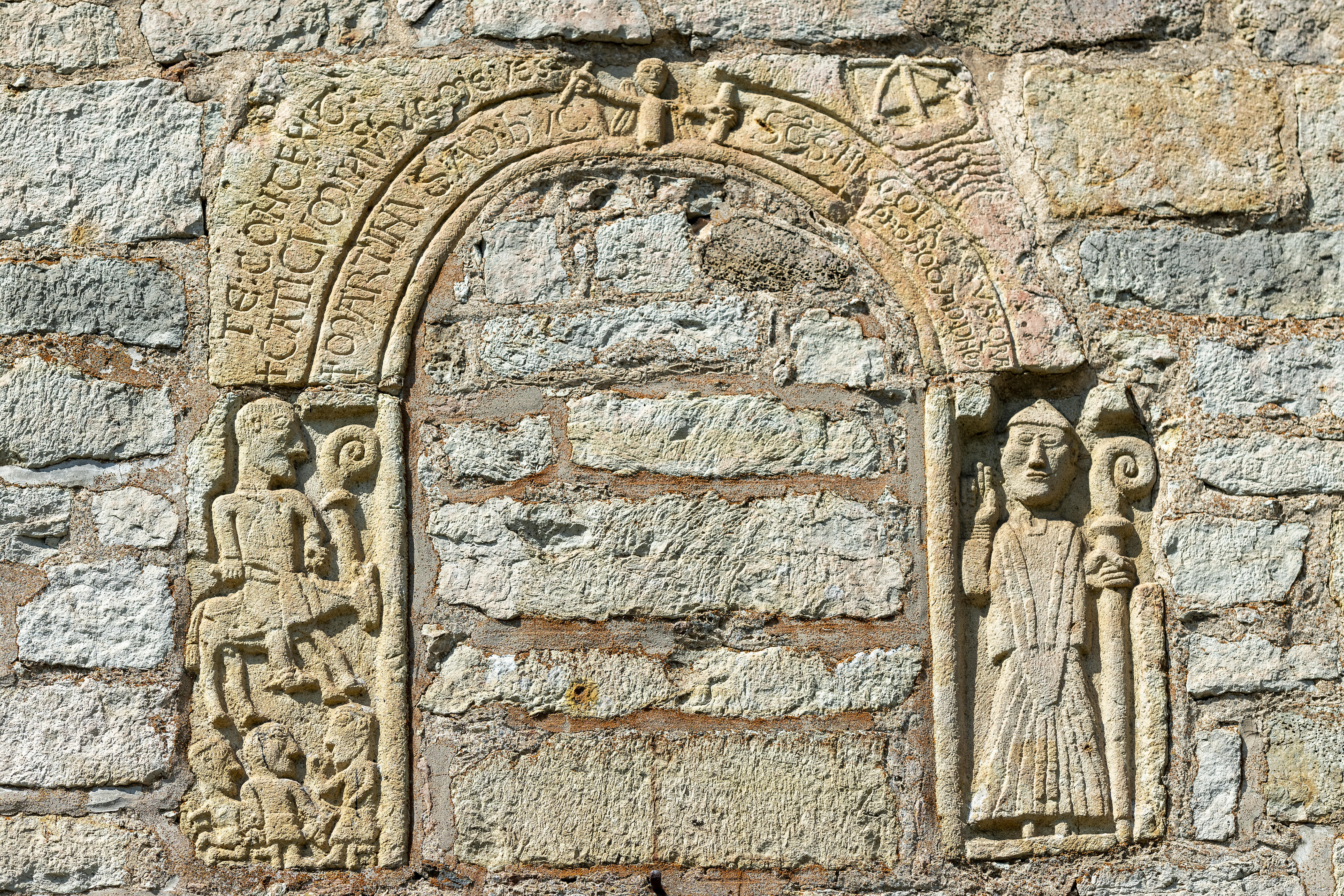
Relief på sydsidan.
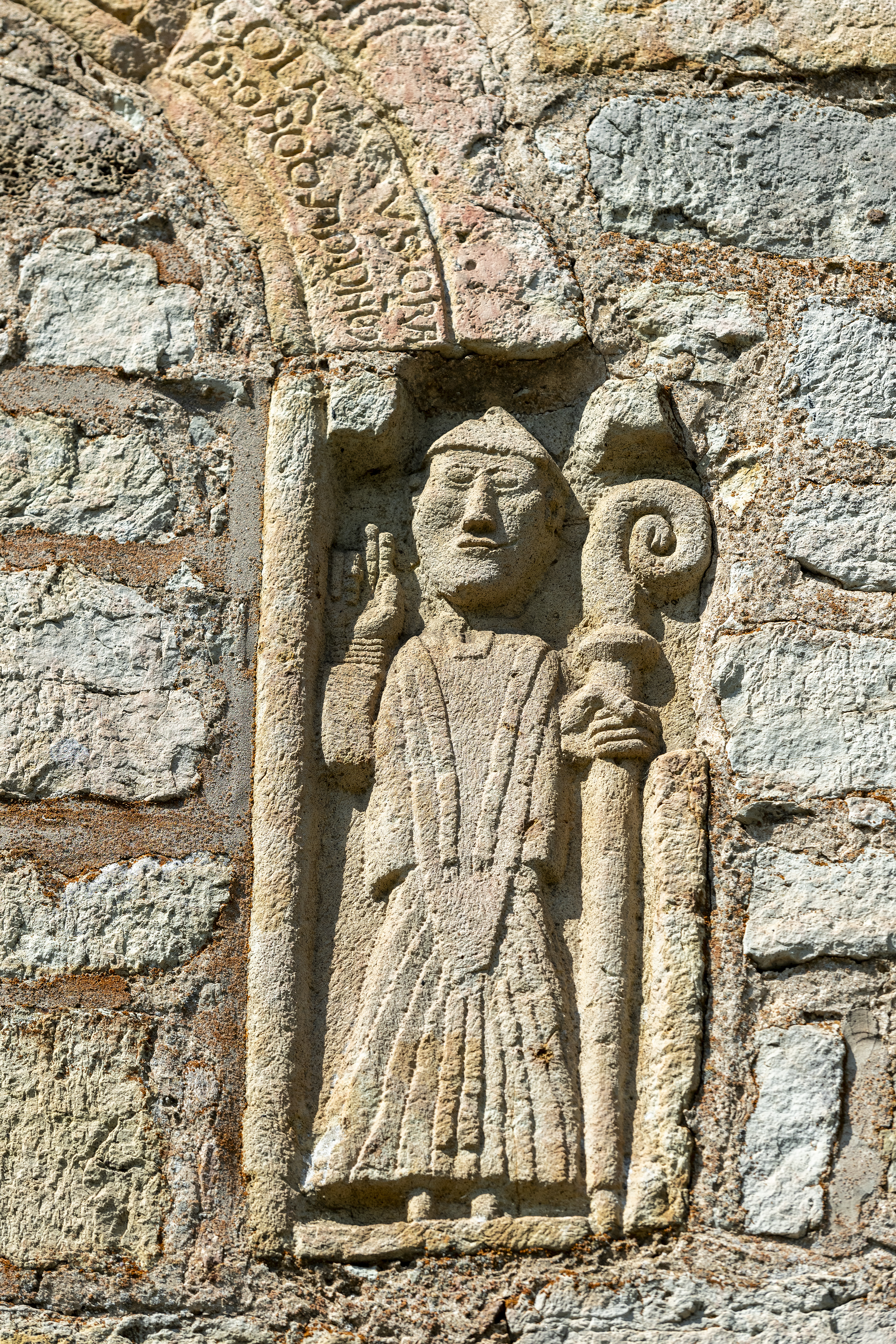
Detalj av relief på sydsidan.
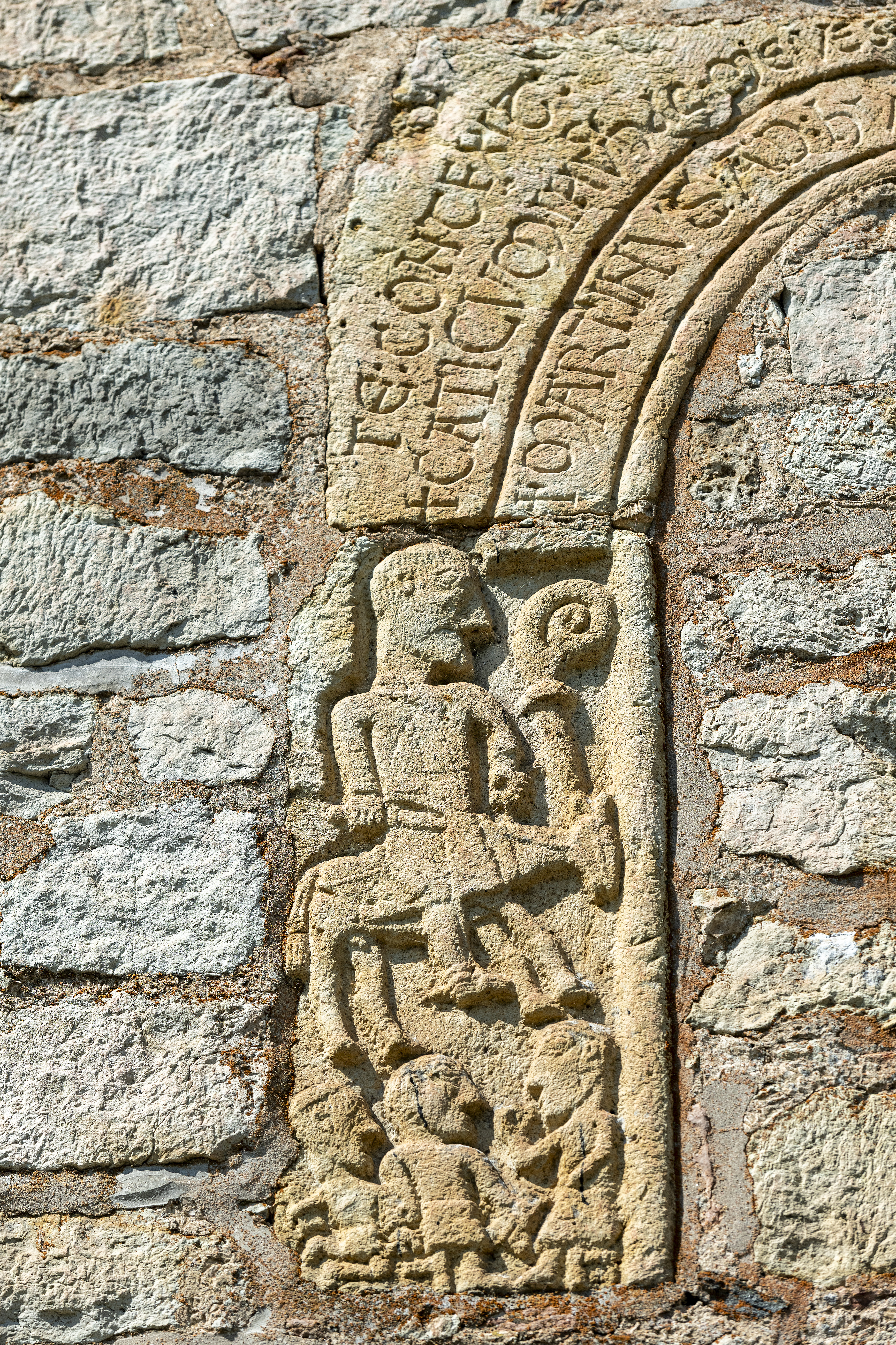
Detalj av relief på sydsidan.

## Liljestenar
I det gamla bårhuset på andra sidan landsvägen är ett litet museum inrymt. Där finns ett antal liljestenar, gravhällar och andra gravstenar utställda. Inne i kyrkans södra korsarm är en liljesten inlagd som tröskelsten. Den är ornerad med växtreliefer och har tidigare varit ett lock på en medeltida gravhäll.

## Tak- och väggmålningar

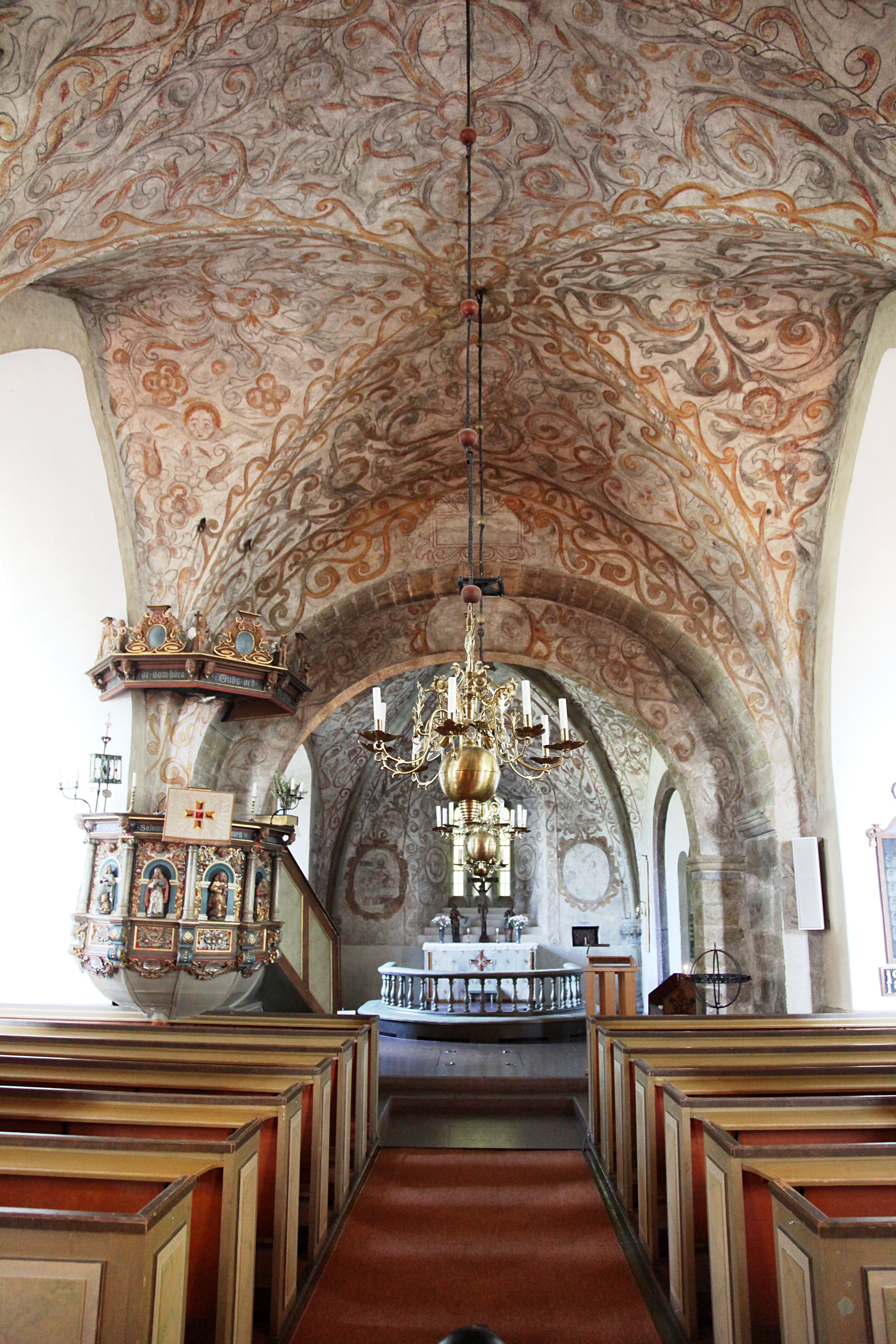
Kyrkorummet fyllt med kalkmålningar från 1600-talet.

Kyrkans insida är täckt med dekorativa målningar från 1638. I koret är de fyra evangelisterna med sina attribut avbildade. I korets östra valvkappa är det målat en kalvariescen, i de andra apostlar. Målningarna i långhusets valv saknar figurala framställningar. Istället är det yttäckande ornamentala målningar, främst i form av växtrankor, i rött, svart, blågrått och ockra. Både i långhuset och koret finns ett antal så kallade änglaflykter, puttihuvuden med vingar. Målningarna tillhör den äldre läcköskolan. Liknande målningar finns i ett antal kyrkor i närheten.
År 1773 betalades en målare för arbeten i Forshems kyrka, förmodligen Johan Laurell. Denne har året efter fått betalt för att ha målat kyrkportarna. Vad som målats 1773 är okänt och det är inte bevarat, men det har inkluderat en inskription i triumfbågen.

## Inventarier

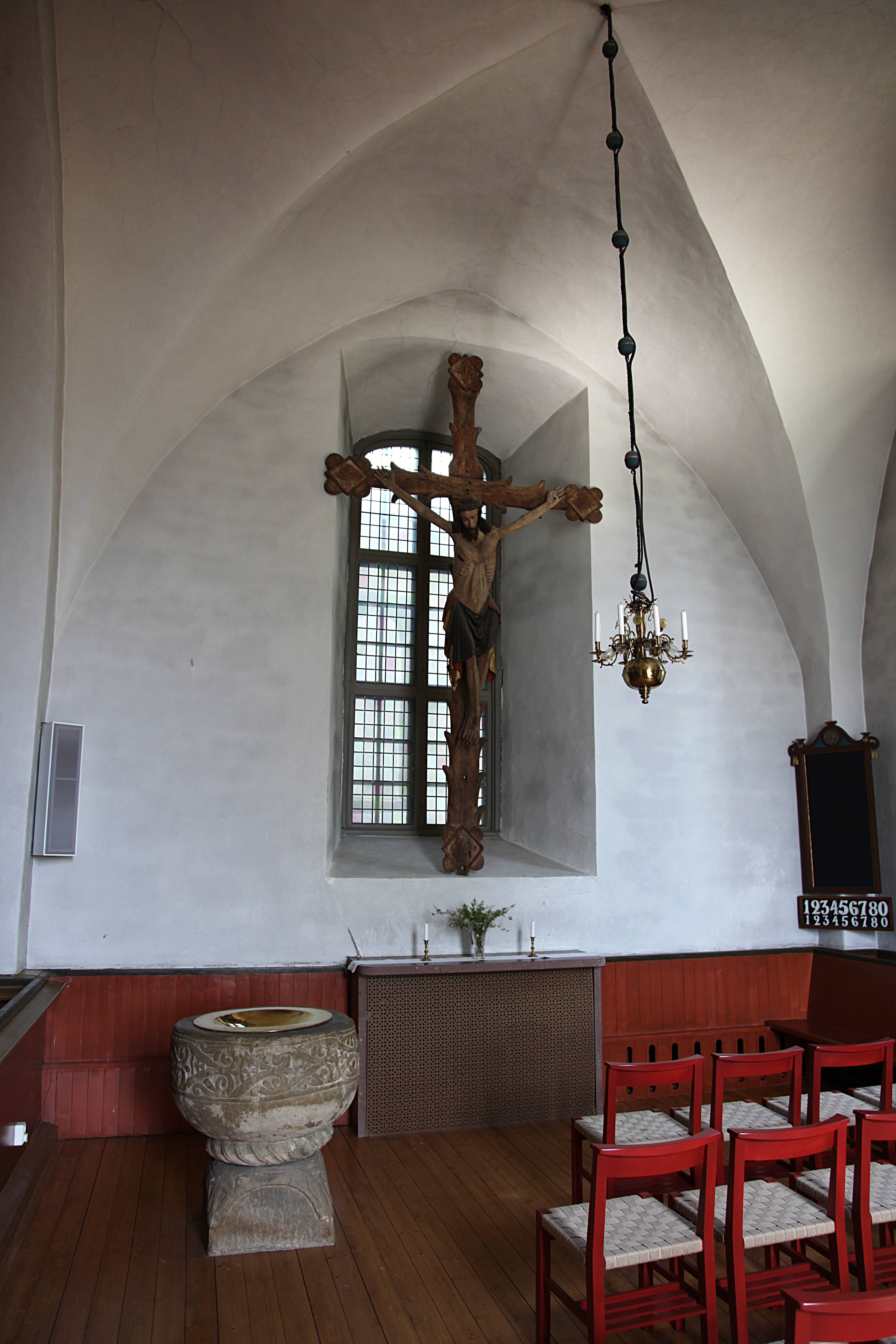
Triumfkrucifixet och dopfunten.

- I kyrkan finns en dopfunt med kalkformad cuppa, som är en kopia av den äldre dopfunten från 1100-talet. Originalet förvaras på Historiska museet i Stockholm. Funten är dekorerad med växtornamentik.
- Ett gotiskt triumfkrucifix från 1300-talets mitt, som under större delen av 1800-talet låg dolt under sakristians golv. Det upptäcktes vid en renovering och återbördades till nuvarande plats.
- En polygonal och rikt ornamenterad predikstol är tillverkad 1673–1676 av Nils Bratt, Kinne-Vedum.
- Altaruppsatsen i barockstil är från 1718.
- Koret har ett par brudbänkar från 1700-talet.
- Ett par brädor, så kallade hammarband, utsmyckade med romansk djurornamentik finns bevarade alltsedan kyrkan byggdes.[4]
- Lillklockan är medeltida och har en ålderdomlig och primitiv form utan inskrifter.[9]

## Orgel
- 1864 byggde Erik Adolf Setterquist i Örebro en orgel med 8 stämmor och en manual.
- Nuvarande orgeln med nitton stämmor, två manualer och pedal är tillverkad 1952 av Th. Frobenius og Sønner Orgelbyggeri, Kongens Lyngby, Danmark. Orgelfasaden är samtida med orgeln.[10]